# Gerda Sierens
Gerda Sierens est une ancienne cycliste belge, née le 28 juillet 1961 à Eeklo.

## Palmarès
- 1981
  -  Championne de Belgique sur route
- 1982
  - 2e du championnat de Belgique sur route
  - 3e du championnat du monde de cyclisme sur route
- 1983
  - 2e du championnat de Belgique sur route
- 1984
  - 3e du championnat de Belgique sur route